# 匣中失樂
《匣中失樂》為日本作家竹本健治的長篇推理小說，與小栗虫太郎的黑死館殺人事件、中井英夫的獻給虛無的供詞和夢野久作的腦髓地獄被稱為日本四大推理奇書。匣中失樂最先於1977年至1978年在推理雜誌幻影城上連載，後來於1983年由講談社推出文庫本。

## 故事簡介
推理俱樂部的曵間被發現死在倉野的屋內，眾人認為兇手必定是推理俱樂部的其中一人，於是舉行推理競賽，看誰最先找到兇手。而奈爾茲決定同時將兇手案寫成實名小說，故事將穿插現實與虛構之間。眾人努力解釋兇案，但都未能找出兇手，只是變成一個互揭瘡疤的遊戲，更促成更多血案發生。最後眾人認為一開始便沒有兇殺案，曵間只是自殺，倉野的錯覺導致了後來一連串的悲劇。